# Veronicastrum robustum
Veronicastrum robustum är en grobladsväxtart. Veronicastrum robustum ingår i släktet kransveronikor, och familjen grobladsväxter.

## Underarter
Arten delas in i följande underarter:
- V. r. grandifolium
- V. r. robustum